# Adolf Pollak von Rudin
Adolf Pollak von Rudin (rodným jménem Aaron Pollak, 15. května 1817 Všeradice – 1. června 1884 Baden u Vídně) byl česko-rakouský průmyslník, podnikatel, mecenáš a humanista židovského původu. Od roku 1836 podnikal v oboru výroby zápalek a byl majitelem závodu na jejich výrobu A. Pollak ve Vídni, ve své době jedné největších továren svého druhu v Rakouském císařství, resp. Rakousku-Uhersku. Jeho rod byl roku 1869 povýšen do šlechtického stavu s přídomkem von Rudin.
Je přípomínán jako první podnikatel (částečně) českého původu průmyslově vyrábějící zápalky a rovněž první, kdo uvedl na trh krabičku zápalek se škrtací plochou umístěnou po straně.

## Život

### Mládí
Narodil se ve Všeradicích nedaleko Berouna v židovské rodině jako Aaron Pollak. Studoval průmyslovou chemii a poté v mládí odešel za prací do Vídně, hlavního města monarchie. Zde roku 1836 založil vlastní chemickou výrobní dílnu, roku 1840 se pak spojil s chemikem J. Preshelem, vynálezcem zdokonalené zápalné směsi (1832), a založili společný podnik na výrobu zápalek. Roku 1846 se oba společníci rozdělili a každý vedl vlastní podnik.

### Vlastní podnik
Pollak na rozdíl od svého někdejšího společníka byl v podnikání úspěšný. Firmu úspěšně rozšiřoval a rovněž zaváděl technické novinky: v továrně byla roku 1847 zavedena výroba sirek s lakovanými barevnými hlavičkami, čímž se předcházelo drolení zápalné směsi na dřívku, ve stejném roce pak jím vynalezená papírová krabička zápalek s vysouvacím jádrem vybavená hrubou škrtací plochou po straně. Rovněž jako první začala vyrábět zápalky s použitím netoxického červeného fosforu, objeveného rakouským chemikem Antonem Schrotterem von Kristeli. Posléze rozšířila výrobu také do filiálek v Praze (na Smíchově), Českých Budějovicích v Cařihradu, Smyrně, Káhiře, Alexandrii, posléze v Londýně, New Yorku, Kalifornii, Sydney, od roku 1858 v Číně, roku 1859 pak v japonské Jokohamě. Firma v době svého vrcholu měla přes tři tisíce zaměstnanců a roční export jejího zboží představoval jeden milion rakouských zlatých.

### Mecenáš

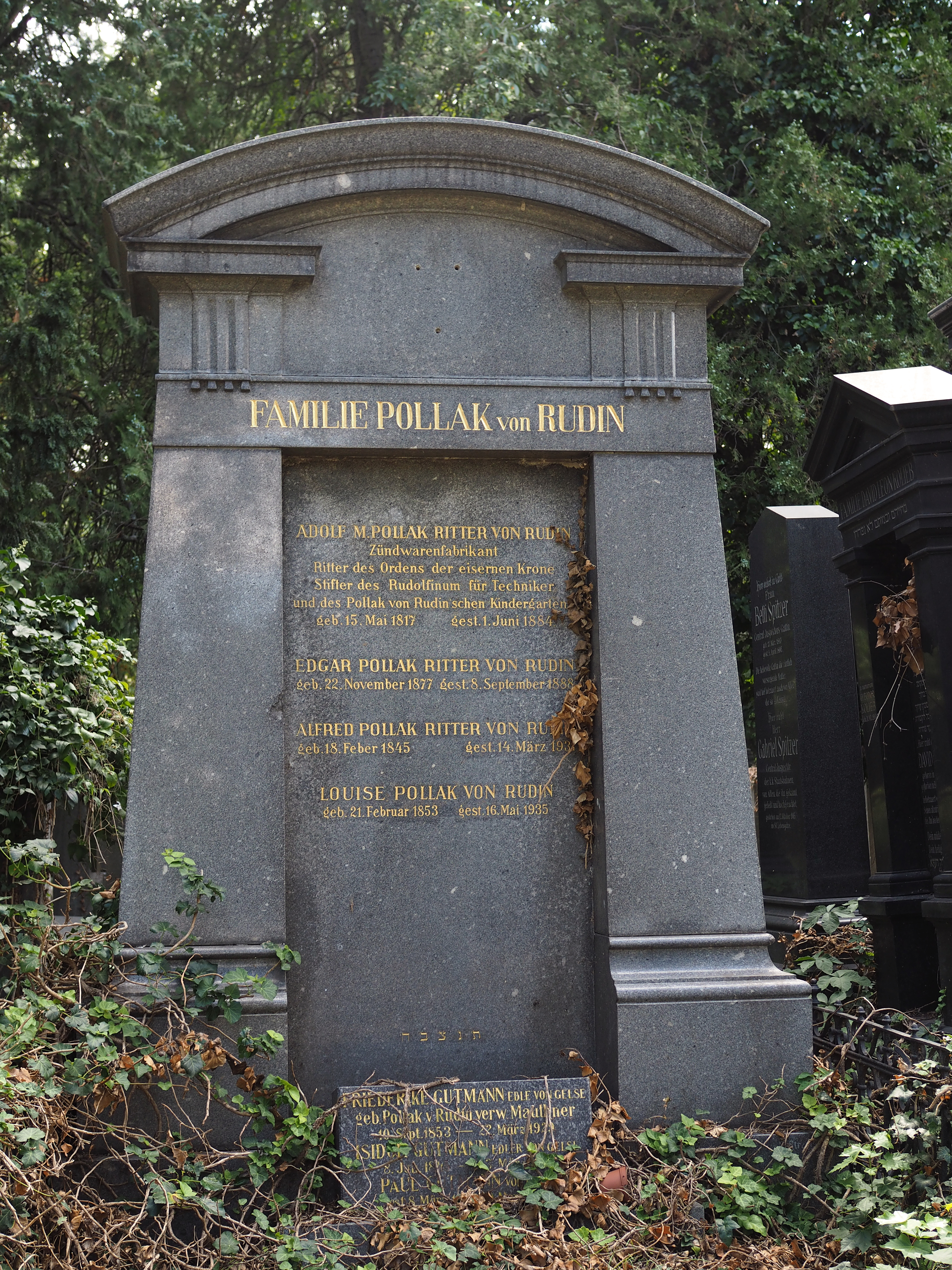
Hrobka rodiny Pollak von Rudin na Starém židovském hřbitově v areálu Ústředního hřbitova ve Vídni

Byl rovněž štědrým mecenášem a humanistou. Financoval mimo jiné program vzdělávání vězňů v Praze, peněžně také podporoval děti z vojenských rodin a další charitativní aktivity. Roku 1858, u příležitosti narození korunního prince Rudolfa, pak zadal ve Vídni stavbu tzv. Rudolfina, nadačního domu pro 75 nemajetných studentů vídeňské techniky s kolejními byty, studovnou a laboratoří. Jejího slavnostního otevření roku 1868 se zúčastnil císař František Josef I. i desetiletý Rudolf.

### Ocenění
Za své průmyslové i dobročinné zásluhy byl císařem roku 1868 dekorován Záslužným křížem, roku 1862 potom řádem Františka Josefa, roku 1868 pak získal řád Železné koruny III. třídy. Následujícího roku byl pak povýšen do rytířského stavu s vlastním erbem a přídomkem von Rudin. Patrně nedlouho po nobilizaci konvertoval k římskému katolictví a přijal jméno Adolf Maria. Rovněž byl jmenován čestným občanem Všeradic.

### Úmrtí
Adolf Pollak von Rudin zemřel 9. června 1884 v Badenu u Vídně ve věku 67 let. Pohřben byl v rodinné hrobce na Starém židovském hřbitově na Ústředním hřbitově ve Vídni.

### Rodinný život
Byl ženatý s Luisou, rozenou Levi. Společně počali několik dětí.